# Società Sportiva Lazio 1985-1986
Questa voce raccoglie le informazioni riguardanti la Società Sportiva Lazio nelle competizioni ufficiali della stagione 1985-1986.

## Stagione
La Lazio nel campionato di Serie B 1985-1986 si è classificata all'undicesimo posto. Nel corso della stagione, nel dicembre 1985 Giorgio Chinaglia suo malgrado, non più spalleggiato dai soci statunitensi, si è trovato costretto a vendere la squadra a Franco Chimenti, divenuto presidente dal febbraio 1986.
La squadra biancoceleste allenata da Luigi Simoni ha disputato un campionato modesto, un torneo da centro classifica, ben al di sotto delle attese della vigilia. la più bella soddisfazione ottenuta in questa stagione è stata la prestazione di Oliviero Garlini, che con 18 reti segnate, si è laureato capocannoniere del campionato di Serie B. Oltre alla difficile situazione societaria, altre nubi si sono addensate strada facendo sul futuro laziale, legate allo scandalo scommesse che ha visto coinvolto un tesserato laziale Claudio Vinazzani. In piena estate è arrivato il verdetto della Commissione di Appello Federale che ha assegnato alla Lazio 9 punti di penalizzazione da scontare nel prossimo torneo di Serie B, una pesante sentenza, che ha comunque evitato una possibile retrocessione d'ufficio in Serie C1, come era stato richiesto nel primo grado di giudizio.
Nella Coppa Italia la Lazio ha iniziato male questa stagione, ha disputato il terzo girone di qualificazione, conquistando 7 punti appaiata all'Atalanta ed alla Sampdoria, ma lasciando per differenza reti alle avversarie, il passaggio agli ottavi di finale.

## Divise e sponsor
Anche per la stagione 1985-1986 la Lazio conferma Ennerre come sponsor tecnico e Castor come sponsor ufficiale.

## Organigramma societario
Area direttiva
- Presidente: Giorgio Chinaglia, da febbraio Franco Chimenti
- Direttore generale: Felice Pulici
- Segretaria: Gabriella Grassi

Area tecnica
- Allenatore: Luigi Simoni
- Allenatore in seconda: Sergio Pini
- Collaboratore tecnico: Giancarlo Oddi

Area sanitaria
- Medico sociale: prof. Alfredo Carfagni
- Preparatore atletico: prof. Aureliano Musulin
- Massaggiatore: Antonio Di Loreto

## Rosa
| N. |                    | Ruolo | Calciatore           |
| -- | ------------------ | ----- | -------------------- |
|    | Italia (bandiera)  | P     | Mario Ielpo          |
|    | Italia (bandiera)  | P     | Astutillo Malgioglio |
|    | Italia (bandiera)  | D     | Fabio Calcaterra     |
|    | Italia (bandiera)  | D     | Ernesto Calisti      |
|    | Italia (bandiera)  | D     | Giuseppe Carillo     |
|    | Italia (bandiera)  | D     | Daniele Filisetti    |
|    | Italia (bandiera)  | D     | Roberto Galbiati     |
|    | Italia (bandiera)  | D     | Giorgio Magnocavallo |
|    | Italia (bandiera)  | D     | Raffaele Perna       |
|    | Italia (bandiera)  | D     | Massimo Piscedda     |
|    | Italia (bandiera)  | D     | Gabriele Podavini    |
|    | Italia (bandiera)  | D     | Arcadio Spinozzi     |
|    | Italia (bandiera)  | D     | Gianni Zaccagna      |
|    | Brasile (bandiera) | C     | Batista              |

| N. |                   | Ruolo | Calciatore          |
| -- | ----------------- | ----- | ------------------- |
|    | Italia (bandiera) | C     | Domenico Caso       |
|    | Italia (bandiera) | C     | Giuseppe Corti      |
|    | Italia (bandiera) | C     | Vincenzo D'Amico    |
|    | Italia (bandiera) | C     | Francesco Dell'Anno |
|    | Italia (bandiera) | C     | Francesco Fonte     |
|    | Italia (bandiera) | C     | Fortunato Torrisi   |
|    | Italia (bandiera) | C     | Alessandro Toti     |
|    | Italia (bandiera) | C     | Claudio Vinazzani   |
|    | Italia (bandiera) | A     | Alessandro Damiani  |
|    | Italia (bandiera) | A     | Oscar Damiani       |
|    | Italia (bandiera) | A     | Giuliano Fiorini    |
|    | Italia (bandiera) | A     | Oliviero Garlini    |
|    | Italia (bandiera) | A     | Antonio Piconi      |
|    | Italia (bandiera) | A     | Fabio Poli          |

## Calciomercato

### Sessione estiva
| Acquisti | Acquisti             | Acquisti   | Acquisti      |
| R.       | Nome                 | da         | Modalità      |
| -------- | -------------------- | ---------- | ------------- |
| P        | Mario Ielpo          | Siena      | fine prestito |
| P        | Astutillo Malgioglio | Roma       | definitivo    |
| D        | Fabio Calcaterra     | Inter      | prestito      |
| D        | Roberto Galbiati     | Torino     | definitivo    |
| D        | Giorgio Magnocavallo | Atalanta   | definitivo    |
| D        | Massimo Piscedda     | Taranto    | fine prestito |
| C        | Domenico Caso        | Torino     | definitivo    |
| A        | Oscar Damiani        | Parma      | definitivo    |
| A        | Giuliano Fiorini     | Genoa      | definitivo    |
| A        | Antonio Piconi       | Rondinella | fine prestito |
| A        | Fabio Poli           | Cagliari   | definitivo    |

| Cessioni | Cessioni             | Cessioni   | Cessioni      |
| R.       | Nome                 | a          | Modalità      |
| -------- | -------------------- | ---------- | ------------- |
| P        | Massimo Cacciatori   | Gubbio     | definitivo    |
| P        | Nello Cusin          | Como       | definitivo    |
| P        | Fernando Orsi        | Arezzo     | definitivo    |
| D        | Lionello Manfredonia | Juventus   | definitivo    |
| D        | Maurizio Marin       | Rondinella | definitivo    |
| D        | Renato Miele         | Triestina  | definitivo    |
| D        | Massimo Storgato     | Udinese    | definitivo    |
| D        | Arturo Vianello      | Ternana    | definitivo    |
| C        | Giancarlo Marini     | Genoa      | definitivo    |
| A        | Bruno Giordano       | Napoli     | definitivo    |
| A        | Michael Laudrup      | Juventus   | fine prestito |

### Sessione autunnale
| Acquisti | Acquisti       | Acquisti | Acquisti   |
| R.       | Nome           | da       | Modalità   |
| -------- | -------------- | -------- | ---------- |
| C        | Giuseppe Corti | Arezzo   | definitivo |

| Cessioni | Cessioni       | Cessioni | Cessioni   |
| R.       | Nome           | a        | Modalità   |
| -------- | -------------- | -------- | ---------- |
| C        | Batista        | Avellino | definitivo |
| A        | Antonio Piconi | Mestre   | prestito   |

## Risultati

### Serie B

#### Girone di andata
| Arbitro: | Esposito (Torre del Greco) |

|                         |           |            |
| Podavini 2’ Fiorini 21’ | Marcatori | 5’ Guerini |

| Arbitro: | Lamorgese (Potenza) |

|              |           |  |
| Pradella 15’ | Marcatori |  |

| Arbitro: | Bergamo (Livorno) |

|                         |           |  |
| Garlini 42’, 56’ (rig.) | Marcatori |  |

| Arbitro: | Pellicanò (Reggio Calabria) |

|                             |           |  |
| Garlini 6’ Magnocavallo 68’ | Marcatori |  |

| Arbitro: | Sguizzato (Verona) |

|            |           |          |
| Annoni 34’ | Marcatori | 60’ Caso |

| Arbitro: | Leni (Perugia) |

|                  |           |                 |
| Garlini 37’, 73’ | Marcatori | 43’ Di Giovanni |

| Arbitro: | Boschi (Parma) |

|                             |           |  |
| El. Nicolini 37’ Savino 74’ | Marcatori |  |

| Arbitro: | Magni (Bergamo) |

|                                 |           |            |
| Garlini 4’, 16’ (rig.) Caso 13’ | Marcatori | 59’ Branca |

| Arbitro: | Paparesta (Bari) |

|                               |           |             |
| Braglia 61’ Borghi 83’ (rig.) | Marcatori | 59’ Fiorini |

| Roma 10 novembre 1985 10ª giornata | Lazio              | 0 – 0 referto | Ascoli | Stadio Olimpico (32 000 spett.)\| Arbitro: \| Bianciardi (Siena) \| |
| Arbitro:                           | Bianciardi (Siena) |               |        |                                                                     |

| Arbitro: | Lombardo (Marsala) |

|                                        |           |             |
| Gibellini 25’, 61’ (rig.) Agostini 44’ | Marcatori | 83’ Torrisi |

| Monza 24 novembre 1985 12ª giornata | Monza         | 0 – 0 referto | Lazio | Stadio Gino Alfonso Sada (12 000 spett.)\| Arbitro: \| Testa (Prato) \| |
| Arbitro:                            | Testa (Prato) |               |       |                                                                         |

| Arbitro: | Leni (Perugia) |

|                    |           |           |
| Garlini 89’ (rig.) | Marcatori | 20’ Butti |

| Perugia 8 dicembre 1985 14ª giornata | Perugia       | 0 – 0 referto | Lazio | Stadio Renato Curi (16 000 spett.)\| Arbitro: \| Redini (Pisa) \| |
| Arbitro:                             | Redini (Pisa) |               |       |                                                                   |

| Arbitro: | Luci (Firenze) |

|                                  |           |             |
| Fiorini 5’ L. De Rosa 50’ (aut.) | Marcatori | 67’ Roselli |

| Arbitro: | Pairetto (Torino) |

|                                 |           |          |
| Finardi 18’ (rig.) Galluzzo 67’ | Marcatori | 74’ Caso |

| Arbitro: | Magni (Bergamo) |

|                                  |           |  |
| Galbiati 49’ (aut.) Cipriani 80’ | Marcatori |  |

| Arbitro: | Greco (Lecce) |

|             |           |  |
| Garlini 13’ | Marcatori |  |

| Arbitro: | Mattei (Macerata) |

|                      |           |  |
| Gobbo 29’ Gritti 46’ | Marcatori |  |

#### Girone di ritorno
| Arbitro: | Bruschini (Firenze) |

|                 |           |             |
| Piga 63’ (rig.) | Marcatori | 59’ Garlini |

| Roma 2 febbraio 1986 21ª giornata | Lazio          | 0 – 0 referto | Bologna | Stadio Olimpico (19 520 spett.)\| Arbitro: \| Luci (Firenze) \| |
| Arbitro:                          | Luci (Firenze) |               |         |                                                                 |

| Arbitro: | Pezzella (Frattamaggiore) |

|          |           |             |
| Lupo 30’ | Marcatori | 15’ Garlini |

| Arbitro: | Pairetto (Torino) |

|                          |           |                |
| Ugolotti 15’ Bellini 45’ | Marcatori | 64’ (aut.) Tei |

| Arbitro: | Ongaro (Rovigo) |

|             |           |  |
| Garlini 87’ | Marcatori |  |

| Trieste 2 marzo 1986 25ª giornata | Triestina           | 0 – 0 referto | Lazio | Stadio Giuseppe Grezar (15 000 spett.)\| Arbitro: \| Lamorgese (Potenza) \| |
| Arbitro:                          | Lamorgese (Potenza) |               |       |                                                                             |

| Arbitro: | Magni (Bergamo) |

|                                         |           |                                                     |
| Toti 14’ Garlini 35’ (rig.), 66’ (rig.) | Marcatori | 44’, 55’ Rondon 73’ (rig.) El. Nicolini 80’ Montani |

| Arbitro: | Tubertini (Bologna) |

|                           |           |  |
| Pulga 28’ Bergamaschi 58’ | Marcatori |  |

| Arbitro: | Vecchiatini (Bologna) |

|             |           |  |
| Garlini 49’ | Marcatori |  |

| Arbitro: | Pezzella (Frattamaggiore) |

|                                              |           |                                |
| Bonomi 15’ Trifunović 75’ (rig.) Cimmino 90’ | Marcatori | 37’ Torrisi 68’ (rig.) Garlini |

| Arbitro: | Lamorgese (Potenza) |

|            |           |              |
| Garlini 3’ | Marcatori | 35’ Agostini |

| Arbitro: | Gava (Conegliano) |

|  |           |               |
|  | Marcatori | 76’ Antonelli |

| Arbitro: | Cornieti (Forlì) |

|             |           |              |
| Marulla 38’ | Marcatori | 86’ G. Corti |

| Roma 11 maggio 1986 33ª giornata | Lazio         | 0 – 0 referto | Perugia | Stadio Olimpico (25 000 spett.)\| Arbitro: \| Testa (Prato) \| |
| Arbitro:                         | Testa (Prato) |               |         |                                                                |

| Arbitro: | Magni (Bergamo) |

|                          |           |  |
| Carrera 5’ Gasperini 90’ | Marcatori |  |

| Roma 25 maggio 1986 35ª giornata | Lazio            | 0 – 0 referto | Cremonese | Stadio Olimpico (19 198 spett.)\| Arbitro: \| Paparesta (Bari) \| |
| Arbitro:                         | Paparesta (Bari) |               |           |                                                                   |

| Roma 1º giugno 1986 36ª giornata | Lazio            | 0 – 0 referto | Empoli | Stadio Olimpico (20 175 spett.)\| Arbitro: \| Casarin (Milano) \| |
| Arbitro:                         | Casarin (Milano) |               |        |                                                                   |

| Arbitro: | Lanese (Messina) |

|                        |           |                                       |
| Cozzella 5’ Panero 66’ | Marcatori | 4’ (aut.) Guida 18’ Caso 27’ Podavini |

| Arbitro: | Bruschini (Firenze) |

|                                                |           |                                    |
| Vinazzani 18’ Garlini 28’ Poli 62’ D'Amico 88’ | Marcatori | 68’ De Giorgis 84’ (aut.) Piscedda |

### Coppa Italia

#### Primo turno
| Arbitro: | Leni (Perugia) |

|            |           |  |
| Fiorini 6’ | Marcatori |  |

| Arbitro: | Tubertini (Bologna) |

|                                 |           |                                |
| Magrin 47’ (rig.) Strömberg 54’ | Marcatori | 70’ (rig.) D'Amico 83’ Fiorini |

| Taranto 28 agosto 1985 3ª giornata | Taranto       | 0 – 0 | Lazio | Stadio Erasmo Iacovone (9 000 spett.)\| Arbitro: \| Testa (Prato) \| |
| Arbitro:                           | Testa (Prato) |       |       |                                                                      |

| Roma 1º settembre 1985 4ª giornata | Lazio         | 0 – 0 | Sampdoria | Stadio Olimpico\| Arbitro: \| Redini (Pisa) \| |
| Arbitro:                           | Redini (Pisa) |       |           |                                                |

| Arbitro: | Boschi (Parma) |

|                       |           |  |
| Podavini 30’ Caso 85’ | Marcatori |  |

## Statistiche

### Statistiche di squadra
| Competizione | Punti | In casa | In casa | In casa | In casa | In casa | In casa | In trasferta | In trasferta | In trasferta | In trasferta | In trasferta | In trasferta | Totale | Totale | Totale | Totale | Totale | Totale | DR |
| Competizione | Punti | G       | V       | N       | P       | Gf      | Gs      | G            | V            | N            | P            | Gf           | Gs           | G      | V      | N      | P      | Gf     | Gs     | DR |
| ------------ | ----- | ------- | ------- | ------- | ------- | ------- | ------- | ------------ | ------------ | ------------ | ------------ | ------------ | ------------ | ------ | ------ | ------ | ------ | ------ | ------ | -- |
| Serie B      | 36    | 19      | 10      | 7       | 2       | 25      | 13      | 19           | 1            | 7            | 11           | 13           | 29           | 38     | 11     | 14     | 13     | 38     | 42     | -4 |
| Coppa Italia | 7     | 3       | 2       | 1       | 0       | 3       | 0       | 2            | 0            | 2            | 0            | 2            | 2            | 5      | 2      | 3      | 0      | 5      | 2      | +3 |
| Totale       |       | 22      | 12      | 8       | 2       | 28      | 13      | 21           | 1            | 9            | 11           | 15           | 31           | 43     | 13     | 17     | 13     | 43     | 44     | -1 |

### Statistiche dei giocatori
Nel conteggio delle reti realizzate si aggiungano tre autoreti a favore in campionato.
| Giocatore       | Serie B  | Serie B | Coppa Italia | Coppa Italia | Totale   | Totale |
| Giocatore       | Presenze | Reti    | Presenze     | Reti         | Presenze | Reti   |
| --------------- | -------- | ------- | ------------ | ------------ | -------- | ------ |
| Batista         | -        | -       | -            | -            | -        | -      |
| F. Calcaterra   | 33       | 0       | 4            | 0            | 37       | 0      |
| E. Calisti      | 23       | 0       | 5            | 0            | 28       | 0      |
| G. Carillo      | 5        | 0       | -            | -            | 5        | 0      |
| D. Caso         | 29       | 4       | 5            | 1            | 34       | 5      |
| G. Corti        | 22       | 1       | -            | -            | 22       | 1      |
| V. D'Amico      | 10       | 1       | 1            | 1            | 11       | 2      |
| A. Damiani      | 2        | 0       | -            | -            | 2        | 0      |
| O. Damiani      | 14       | 0       | -            | -            | 14       | 0      |
| F. Dell'Anno    | 21       | 0       | 2            | 0            | 23       | 0      |
| D. Filisetti    | 14       | 0       | 2            | 0            | 16       | 0      |
| G. Fiorini      | 18       | 3       | 5            | 2            | 23       | 5      |
| F. Fonte        | 18       | 0       | 5            | 0            | 23       | 0      |
| R. Galbiati     | 30       | 0       | 5            | 0            | 35       | 0      |
| O. Garlini      | 38       | 18      | 5            | 0            | 43       | 18     |
| M. Ielpo        | 19       | -18     | -            | -            | 19       | -18    |
| G. Magnocavallo | 25       | 1       | 5            | 0            | 30       | 1      |
| A. Malgioglio   | 20       | -24     | 5            | -2           | 25       | -26    |
| R. Perna        | 3        | 0       | -            | -            | 3        | 0      |
| A. Piconi       | -        | -       | -            | -            | -        | -      |
| M. Piscedda     | 3        | 0       | -            | -            | 3        | 0      |
| G. Podavini     | 34       | 2       | 5            | 1            | 39       | 3      |
| F. Poli         | 29       | 1       | 5            | 0            | 34       | 1      |
| A. Spinozzi     | 13       | 0       | -            | -            | 13       | 0      |
| F. Torrisi      | 16       | 2       | -            | -            | 16       | 2      |
| A. Toti         | 20       | 1       | 3            | 0            | 23       | 1      |
| C. Vinazzani    | 30       | 1       | 5            | 0            | 35       | 1      |
| G. Zaccagna     | 1        | 0       | -            | -            | 1        | 0      |